# Naked (canção de James Arthur)
"Naked" é uma canção gravada pelo cantor e compositor britânico James Arthur. A canção foi lançada como um download digital em 24 de novembro de 2017, no Reino Unido, pela Sony Music. A canção chegou ao número 11 no UK Singles Chart. A canção foi escrita por Max Martin, Savan Kotecha, James Arthur e Johan Carlsson, a canção foi produzida por Carlsson.

## Vídeo
Um vídeo oficial da música para acompanhar o lançamento de "Naked" foi lançado primeiramente no YouTube no dia 1 de dezembro de 2017, em uma extensão total de quatro minutos e um segundo. O vídeo foi dirigido por Mario Clement.

## Lista de faixas
| Download digital |         |         |  |
| N.º              | Título  | Duração |  |
| 1.               | "Naked" | 3:54    |  |

| Download digital – Remix |                      |         |  |
| N.º                      | Título               | Duração |  |
| 1.                       | "Naked" (CADE Remix) | 3:56    |  |

| Download digital – Acústico |                           |         |  |
| N.º                         | Título                    | Duração |  |
| 1.                          | "Naked" (versão acústica) | 3:50    |  |